# Nikolai Nedobrovo
Nikolai Vladimirovici Nedobrovo (în rusă Николай Владимирович Недоброво) (n. 1882 - d. 1919) a fost un poet și critic literar rus.